# Eduard Castle
Eduard Friedrich Ferdinand Castle, född den 7 november 1875 i Wien, död där den 8 juni 1959, var en österrikisk germanist och litteraturhistoriker (Literatur- & Theaterwissenschaftler).
Han deltog i grundandet av Wiener Volkskonservatorium och undervisade som professor vid Wiens universitet (1945-). Utöver eget författarskap var han även flitigt verksam som utgivare av andra (främst skönlitterära) författares arbeten.